# Tűnemezelés
A tűnemezelés egy olyan technika, ami különféle lapos formák és térbeli figurák készítésére, valamint anyagok díszítésére szolgál.

## Eredet
A nemez egy ősi textilanyag, melyet gyapjúból langyos, szappanos vízzel kell összedolgozni. Az iparosítás óta azonban a gépek már szárazon is elő tudják állítani a filcet speciális tűk segítségével. Az úgynevezett "szakállas" tű fel-le mozgásával a gyapjúszálak összenemezesednek. A tűn található apró kampók lefelé magukkal ragadják a szálakat, felfelé pedig akadálymentesen kicsusszannak. Minél többször halad át a tű az anyagon, annál tömörebb, stabilabb felületet hoz létre. A kézi tűnemezelés első hírnökei a kisiparos David & Eleanor Stanwood volt az 1980-as évek elején. Mára a hobbi kézművesek körében világszerte elterjedt, különösen angol (needle felting) és német (Nadelfilzen) nyelven jelent meg számtalan használati útmutató és ötlettár, könyv vagy DVD formájában. A tűnemezelés Magyarországon még csak most kezdi gyűjteni táborát, sajnos az irodalom terén hiányosságok vannak. De ha minimális nyelvtudással és elegendő kreativitással rendelkezünk, nagyszerű dolgokat hozhatunk létre az interneten található instrukciókból.

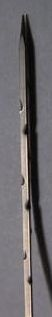
Nemezelő tű

## Kellékek
- Gyapjú: használhatjuk természetes színében vagy festett változatát, az úgynevezett „mesegyapjút”.
- Nemezelő tű: többféle méretben létezik a filcesítendő felülettől függően, illetve olyanokkal is találkozhatunk, amelyek fa vagy műanyag markolattal rendelkeznek, esetleg több tűt is egybefognak.
- Alátét: használhatunk szivacsot, expandált polisztirolhabot (hungarocell, nikecell) vagy egy nagyobb kefét is. A lényeg, hogy puha és viszonylag vastag legyen, mert kemény felületen eltörhet a tű, illetve a gyapjún nem érjük el a kívánt hatást.
- Gyűszű: mikor kézbe vesszük az anyagot pici formák, élek alakításánál, védelmet nyújt az ujjaink számára, enélkül komoly sérüléseket is szerezhetünk.
- Mézeskalács forma: lapos formák kialakításánál nagyszerű segítség lehet. Mindezeket az eszközöket és anyagokat hobbiboltokban szerezhetjük be, de rendelhetünk internetes áruházakból is.

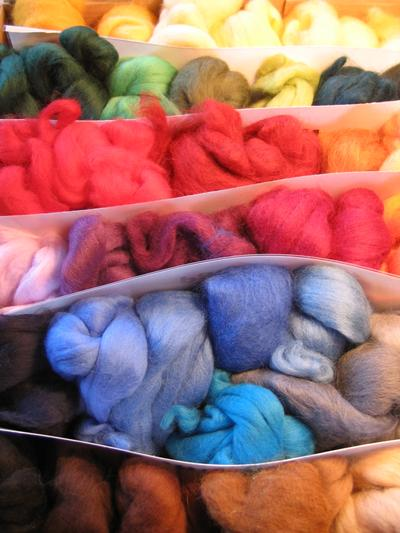
Mesegyapjú

## Technika
Térbeli figura esetén a test alapját képező, legnagyobb részt kell először elkészíteni. Ez általában egy gömb vagy hengerszerű forma, amit a gyapjú feltekerésével, a rétegek egymásra helyezésével hozhatunk létre. A jó alap szoros és tömör, így a hozzákapcsolódó részek rádolgozása is egyszerűbb lesz. A részelemek csatlakozó végein hagyjunk elegendő gyapjút ahhoz, hogy az illesztés stabil legyen. A gyapjút kezünkben hajtsuk a kívánt alakra, majd tegyük a szivacsra és a gyapjú szabad végét szorítsuk a testhez. Ezután dolgozzuk a szálakat egymásba a tű segítségével. Függőlegesen és dőlt szögben is próbálkozhatunk.

## Lásd még
- Nemez
- Műszaki nemez

### Képek
- Needle felting - képgaléria (angol)
- Carol's Woolies - állatfigurák (angol)
- Betz White - ruha díszítése (angol)
- The Knitted Blog - lapos forma készítése (angol)
- Kreanya - térbeli figura készítése (magyar)

### Oktatófilmek
- Lapos forma készítése (német)
- Test készítése (angol)

### Könyvek
- Ingrid Moras: Nemezelés tűvel - Kisállatok és divatos kiegészítők (Holló és Társa, 2005)[halott link] - Online olvasható
- Ingrid Moras: Húsvéti dekorációk tűvel nemezelt figurákkal (Holló és Társa, 2003)[halott link]
- Rudolf A. - Hafner-Kessler M.: Tűnemezelés (Cser kiadó - Színes ötletek, 2006)[halott link]
- Gera Klára: Nemezelés (Cser Kiadó - Színes ötletek, 2004)[halott link]
- Árvai Anikó - Vetró Mihály: Nemezelés selyemre és gézre (31 oldal, Budapest, Cser K.,2010 - Színes ötletek 127. ISBN 978-963-278-168-6)

### Webáruház
- Hobbyművész
- Kreatív Bazár

### Üzletek
- Guzsalyas bolt